# Ручна поклажа

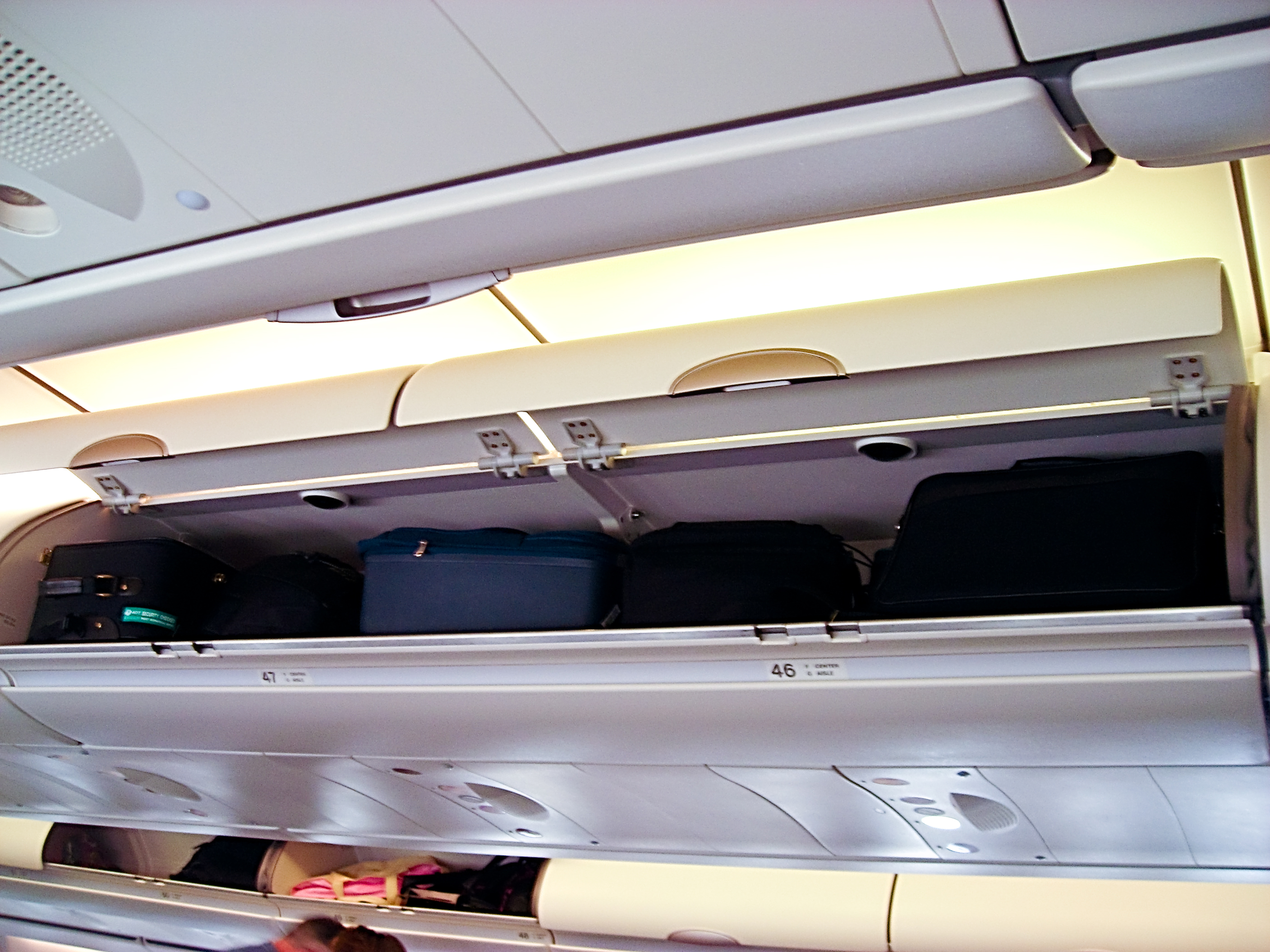
Полиці для розміщення ручної поклажі на борту літака

Ручна поклажа також ручна покладь — вантаж, який пасажир бере з собою на борт пасажирського транспортного засобу, не здаючи в багажне відділення.

## Повітряний транспорт
Авіакомпанії лімітують кількість місць ручної поклажі (як правило, одне місце на пасажира) і її розміри, згідно рекомендаціям IATA сума довжини, ширини і висоти місця ручної поклажі не повинна перевищувати 56 см x 45 см x 25 см. Біля стійок реєстрації часто стоять спеціальні стенди для перевірки габаритів ручної поклажі. Максимальні розмір і вага ручної поклажі встановлюється авіакомпанією і може бути від 5 до 12 кг. Особливо суворо за розміром і масою ручної поклажі слідкують бюджетні авіакомпанії.